# Péronne (Somme)
Péronne is een stad in het noorden van Frankrijk. Ze ligt aan de rivier de Somme in het departement Somme, in de regio Hauts-de-France. Péronne telde op 1 januari 2022 7.139 inwoners. 
Samen met de steden Albert en Bapaume vormt Péronne de driehoek waarin het slagveld ligt van de Slag aan de Somme in de Eerste Wereldoorlog. Péronne is een van de plaatsen die door de Franse autoriteiten is aangewezen als historisch monument van de militaire geschiedenis van Frankrijk.

## Geschiedenis

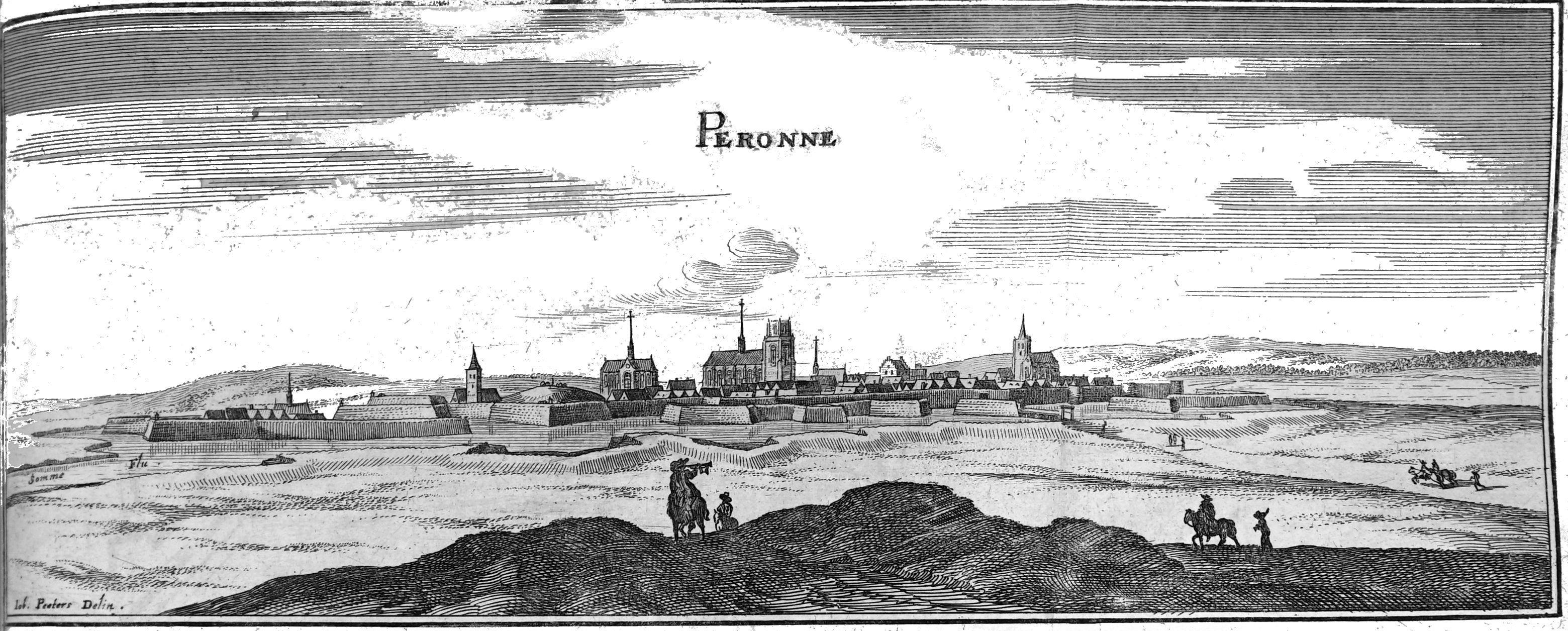
Péronne in 1565

Al voor de 5e eeuw was er bewoning rond de Mont des Cygnes, een heuvel boven de Somme. In de vroege middeleeuwen werd er een kapittelkerk, gewijd aan de heilige Fursy, gebouwd in Péronne. Koning Karel III werd hier begraven in 929. Na de dood van Filips van de Elzas, die heer van Péronne was, in 1191, werd Péronne gehecht aan het Franse kroondomein. De inwoners van de stad legden een eed van trouw af voor de afgevaardigden van koning Filips II van Frankrijk. In Péronne werd in 1199 de Vrede van Péronne ondertekend waarbij Béthune opnieuw overging van het aartsbisdom Reims naar het graafschap Vlaanderen. In 1204 werd begonnen met de bouw van een donjon in de stad, die zou uitgroeien tot het Kasteel van Péronne. Enkele jaren later kreeg Péronne een stadscharter waarin het onder andere het recht kreeg schepenen te verkiezen. In 1256 werd het Edict van Péronne afgekondigd door koning Lodewijk IX waarbij het huis Dampierre afstand deed van het graafschap Henegouwen. In 1360 kwamen de inwoners van Péronne in opstand tegen koning Jan II en ze belegeren het kasteel. Na de opstand te hebben neergeslagen liet de koning als straf het belfort afbreken en zegde hij het stadscharter en de privileges van Péronne op. Tijdens de Honderdjarige Oorlog zag de stad oorlogsgeweld maar ze werd niet veroverd door de Engelsen.

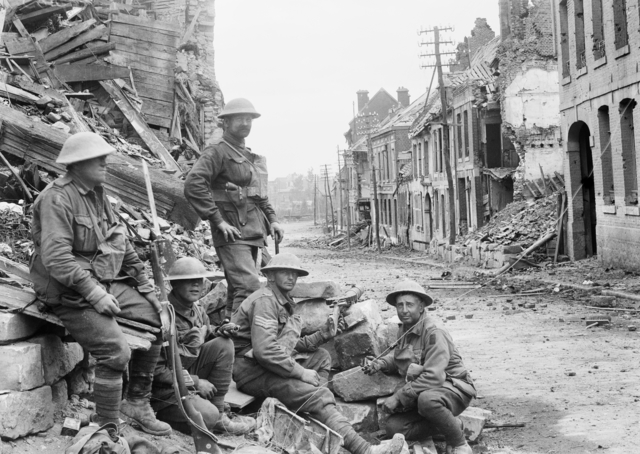
Australische soldaten in Péronne, september 1918

In 1418 kwam Péronne in handen van Filips de Goede en ging dus van het Franse kroondomein naar Bourgondië. In 1468 werd hier het Verdrag van Péronne gesloten tussen Karel de Stoute en koning Lodewijk XI van Frankrijk. Twee jaar later verbrak de Franse koning dit verdrag en in 1477 heroverde hij Péronne dat weer deel werd van het Franse kroondomein. Er kwam een gouverneur aangesteld door de koning in de stad. 
In 1536 belegerde het leger van keizer Karel V de stad gedurende een maand maar slaagde er niet in de stad in te nemen, mede door het dappere verzet van Catherine van Poix, beter bekend als Marie Fouré. Uit dankbaarheid schonk de Franse koning Frans I vele privileges aan Péronne. Het recht om in het wapenschild een gekroonde P te mogen dragen is er een van. Het devies van Péronne , Urbs Nescia Vinci (de nooit overwonnen stad), vindt zijn oorsprong in deze gebeurtenissen.
In 1636, belegerden de Spanjaarden opnieuw de stad. Ze slaagden erin Bray en Corbie in te nemen, maar niet Péronne. Tijdens de Hugenotenoorlogen koos Péronne de kant van de Heilige Liga. De schepenen van de stad verzetten zich tegen het idee dat er een protestants garnizoen zou gelegerd worden in het kasteel. 
In 1641 erkende Frankrijk de soevereiniteit van het vorstendom Monaco in het Verdrag van Péronne.
Péronne werd opnieuw belegerd: in 1815 door het leger van Wellington tijdens de Honderd Dagen van Napoleon en in 1870-1871 door het Pruisische leger tijdens de Frans-Duitse Oorlog. Op 9 januari 1871 gaf de stad zich over na een beleg van 13 dagen. Tijdens de Eerste Wereldoorlog werd Péronne tweemaal bezet door de Duitsers: tussen 28 augustus 1914 en 18 maart 1917,  en tussen 23 maart 1918 en 1 september 1918. Toen werd de stad definitief bevrijd door de Australiërs. Tijdens de gevechten werd de stad voor 80% vernield.
In 1962 fuseerde buurgemeente Mont-Saint-Quentin met Péronne. Hier lag voor de Franse Revolutie de benedictijner Abdij van Mont-Saint-Quentin.

## Geografie
De oppervlakte van Péronne bedroeg op 1 januari 2022 14,16 vierkante kilometer; de bevolkingsdichtheid was toen 504,2 inwoners per km². Péronne ligt aan de Somme. In het noorden van de gemeente ligt de ongeveer 100 meter hoge heuvel Mont Saint-Quentin, die uittorent boven de stad.
De onderstaande kaart toont de ligging van Péronne met de belangrijkste infrastructuur en aangrenzende gemeenten.

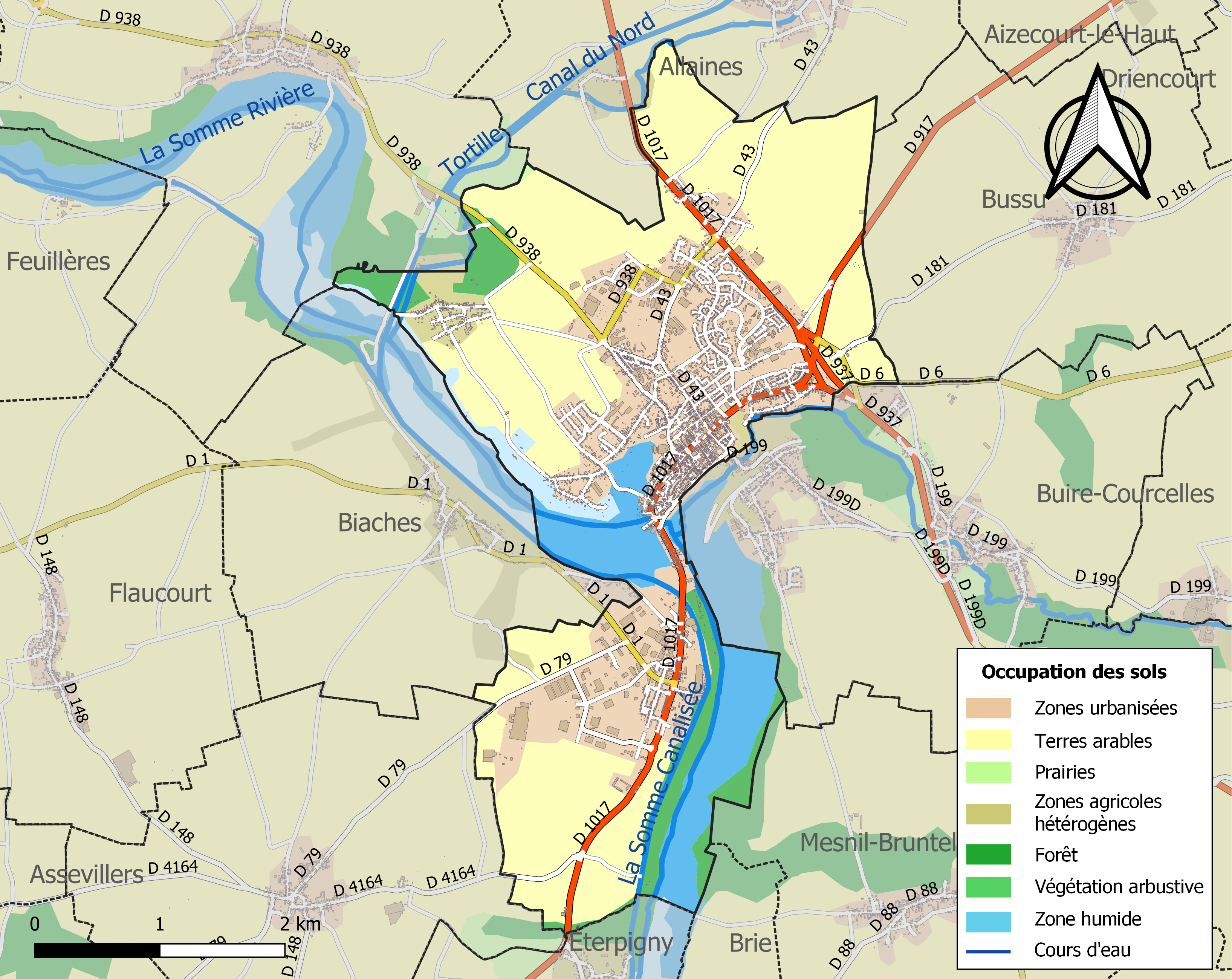

## Demografie
Onderstaande figuur toont het verloop van het inwonertal (bron: INSEE-tellingen).

## Bezienswaardigheden
- Kasteel van Péronne (13e eeuw), met het oorlogsmuseum Historial de la Grande Guerre, geopend in 1992
- Stadhuis, met het Musée Alfred Danicourt
- Église Saint-Jean-Baptiste (16e eeuw)
- Fort Caraby (18e en 19e eeuw)
- Porte de Bretagne, voormalige stadspoort uit de 17e eeuw
- Standbeeld van Marie Fouré, heldin tijdens het beleg van 1536 (werk van Michel Bonnand uit 1996)
- Le marin Delpas (1932), standbeeld ter ere van de verdedigers van de stad in 1870-1871

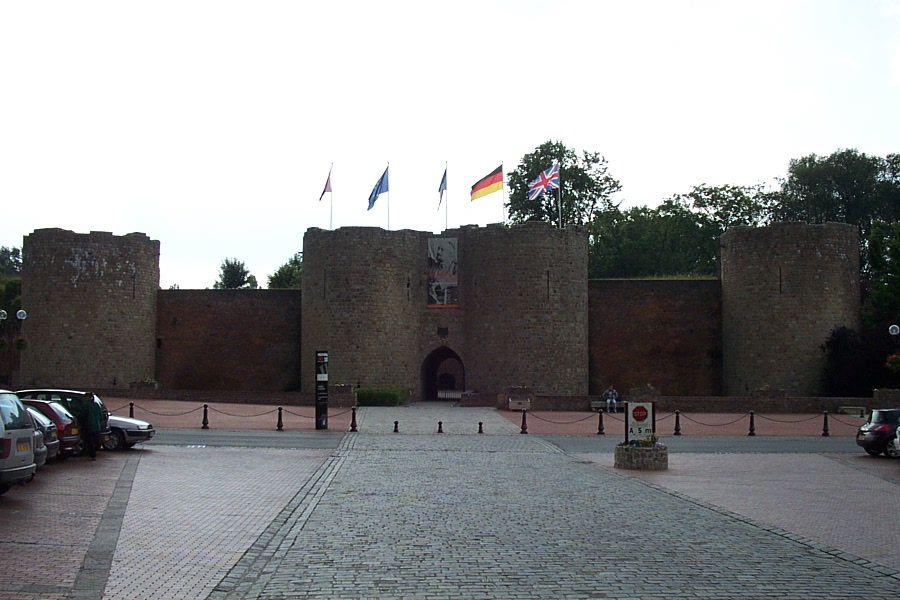
Kasteel van Péronne
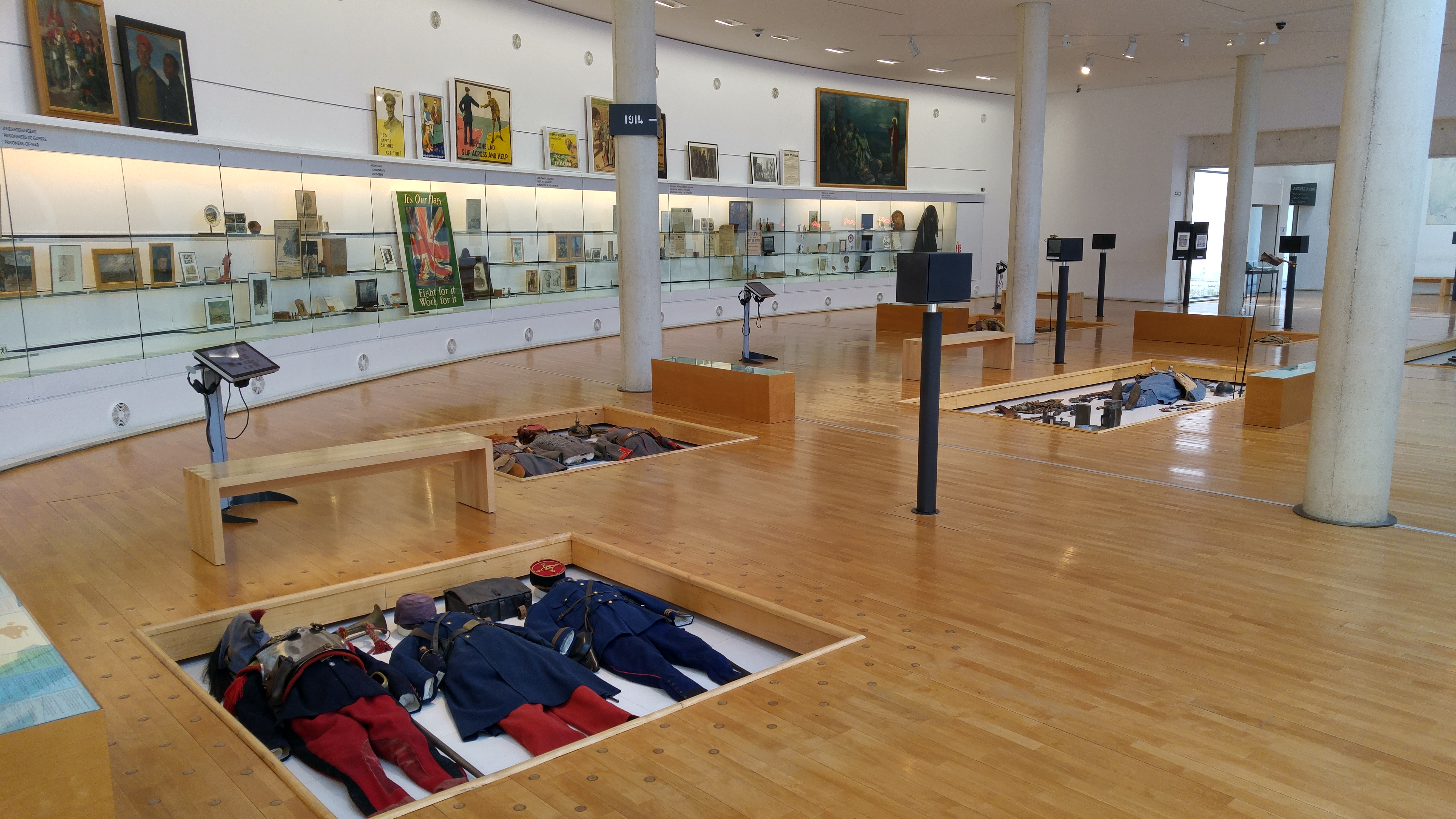
Museum Historial de la Grande Guerre
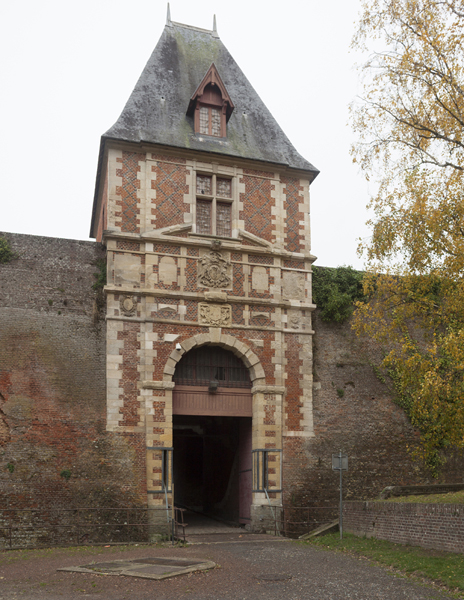
Porte de Bretagne
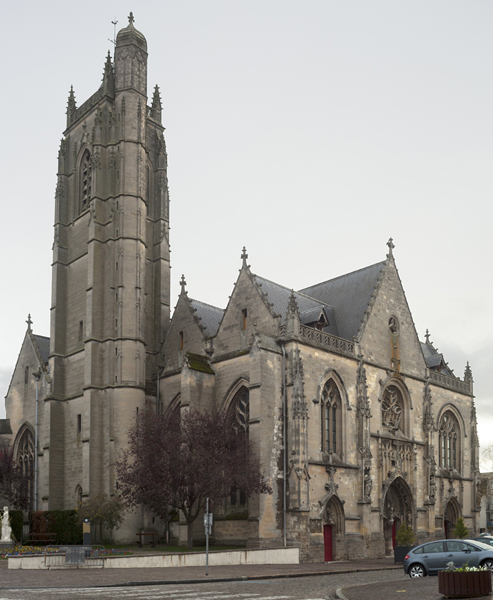
Église Saint-Jean-Baptiste
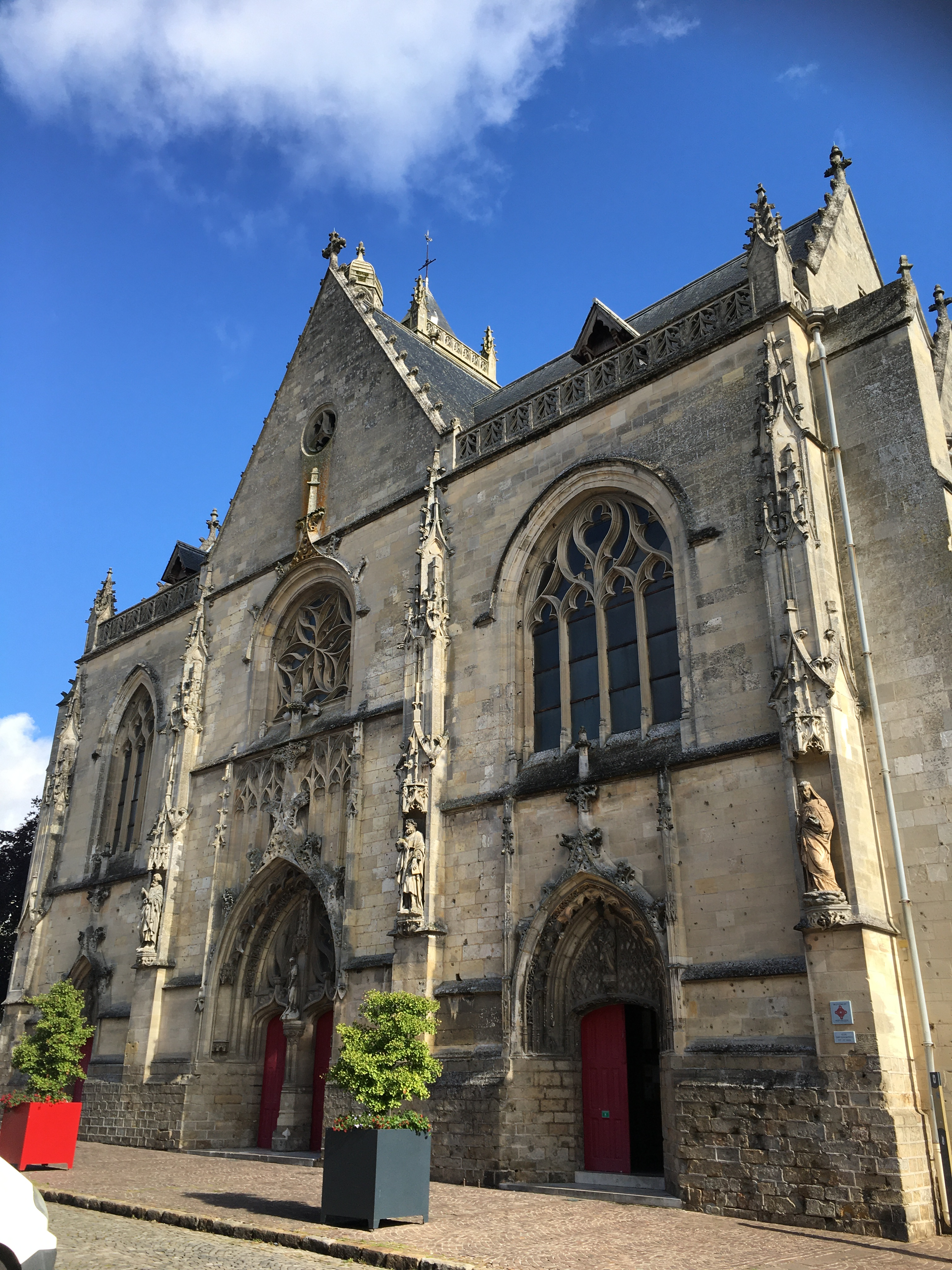
Église Saint-Jean-Baptiste, façade
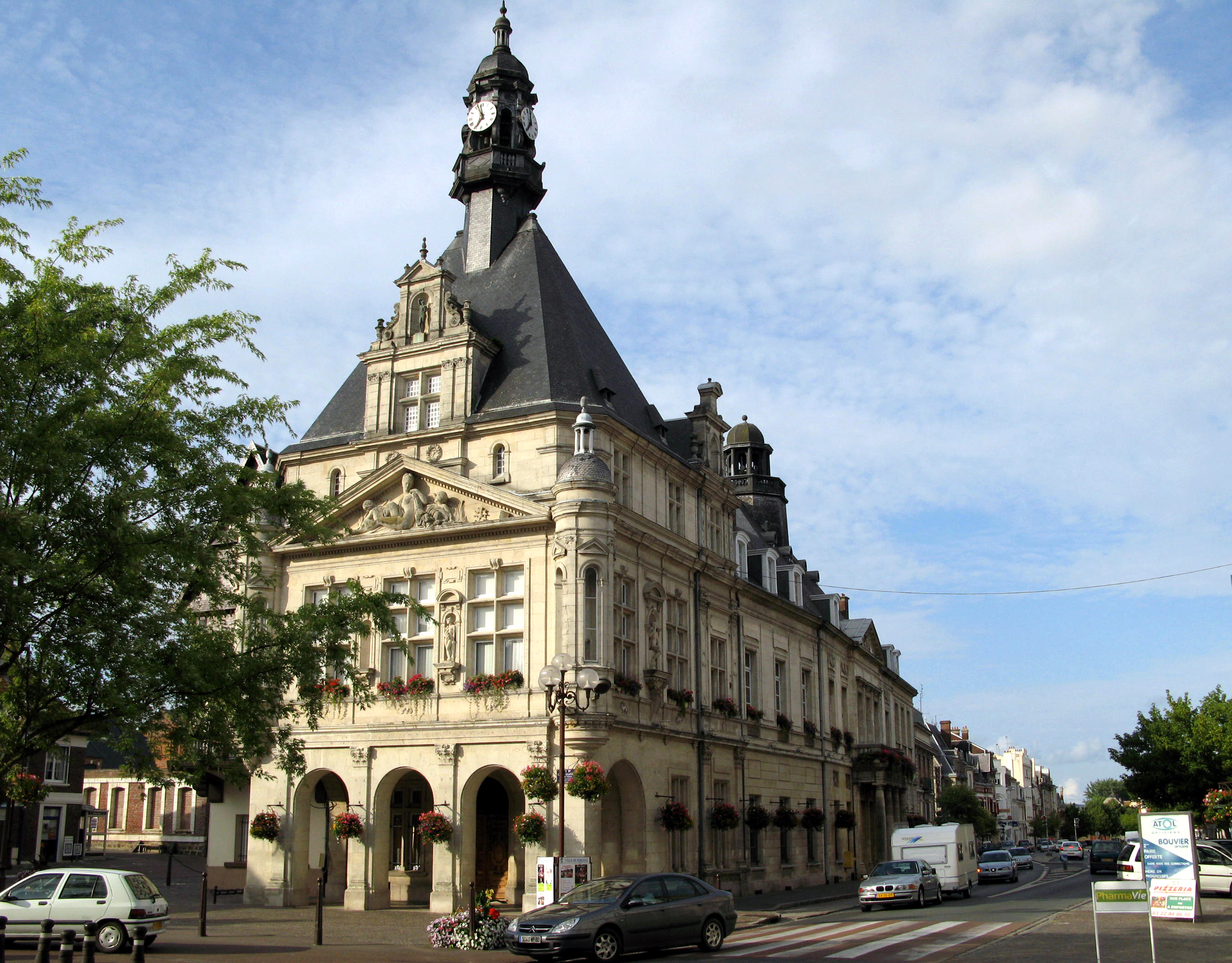
Stadhuis

## Geboren in Péronne
- Pierre Mac Orlan (1882-1970), schrijver